# Tamagotchi Connexion: Corner Shop
Tamagotchi Connexion: Corner Shop est un jeu vidéo de simulation de vie sorti en 2005 sur Nintendo DS. Le jeu a été développé par NanaOn-Sha et édité par Bandai.

## Accueil
- Jeuxvideo.com : 13/20[1],[2]